# 海外子女教育振興財団
公益財団法人海外子女教育振興財団（かいがいしじょきょういくしんこうざいだん、英語：Japan Overseas Educational Services: JOES）は、元文部科学省（初等中等教育局国際教育課）所管の公益財団法人である。海外における日本人生徒や帰国生徒などに対する教育の振興、国際交流などを主な目的としている。

## 概要
- 沿革　1971年（昭和46年）1月　設立
- 代表者　会長　小林栄三
- 本部所在地　東京都港区愛宕1-3-4　愛宕東洋ビル6階